# ブレット・ベークボム
ブレット・ベークボム（Brett Beukeboom、1990年8月13日 - ）は、カナダのラグビー選手。

## プロフィール
- カナダ・リンジー出身[1]。
- ポジションはロック(LO)。
- 身長 196cm、体重 113kg
- カナダ代表通算キャップ数は32でラグビーワールドカップ2015のカナダ代表に選ばれた[2]。

## 略歴
プリマスアルビオンRFCを経て、2016年、コーニッシュ・パイレーツに加入。 
2021年、現役を引退した。